# Adam Heinrich von Steinau
Adam Heinrich von Steinau, födelseår okänt, död 1712 på sitt gods i Böhmen, var en greve, sachsisk och polsk militär samt fältmarskalk.
von Steinau var först i bayersk tjänst och deltog som brigadjär i kriget mot osmanerna i Ungern 1685–1688 samt i pfalziska tronföljdskriget mot fransmännen, då han under hertig Karl V av Lothringen förde befäl vid belägringen av Mainz 1689. Därefter gick han i venetiansk tjänst och utmärkte sig särskilt under denna republiks krig mot osmanska riket 1695. Följande år anställdes han vid den kejserliga armén i Tysk-romerska riket, som under kurfursten av Sachsen, August den starke, opererade mot osmanerna i Ungern. Som sachsisk och polsk fältmarskalk deltog han i stora nordiska kriget, vann i juli 1700 med en huvudsakligen av sachsare bestående armé i slaget vid Jungfernhof nära Riga en framgång över general Otto Vellingk, men blev sedermera själv besegrad av Karl XII i slaget vid Düna den 9 juli 1701, slaget vid Klissov den 9 juli 1702 och slaget vid Pultusk den 21 april 1703. Därefter gick han åter i venetiansk tjänst, men tog en kort tid därefter avsked.